# José Ríos y Tortajada
José Ríos y Tortajada (Ademús, País Valencià, ? – Cullera, 1777) va ser sacerdot, col·leccionista d'antiguitats i escriptor.

## Vida
Després d'estudiar al seminari de Sogorb i doctorar-s'hi en teologia, va ser beneficiat de l'església arxiprestal de Sant Pere i Sant Pau d'Ademús; posteriorment obtingué la rectoria de Llíria, on s'estigué una quinzena d'anys, i després la de Cullera (ca 1747).
No tan sols va tenir afició per les lletres, també va ser un reputat col·leccionista d'antiguitats: va donar la seva col·lecció de monedes antigues al museu de la biblioteca de l'Arquebisbat de València. Va ser qualificador de la Inquisició de València. Va morir sobtadament a Cullera el 1777 després d'un procés amb la justícia, encara que l'estimació dels seus feligresos feu que li dediquessin un carrer a la vila.

## Obra escrita
El doctor Ríos va escriure especialment sermons, publicats a la ciutat de València. També algunes poesies, tant en castellà com en català. Escrigué un opuscle sobre una làpida romana trobada a Llíria. També diversos sermons, tots relacionats amb els jesuïtes valencians:
- Sermon del glorioso Patriarca S. Ignacio de Loyola, Fundador de la Compañía de Jesús Valencia: Joseph Estevan Dolz, 1741
- El Arbol Grande de Gandia S. Francisco de Borja. Oracion que en la Colegial, y en fiesta de dicha Ciudad dixo en el dia 10 de Octubre 1748 Valencia: Joseph Estevan Dolz, 1748
- Platica que dixo ... Josef Rios ... en el dia 13 de marzo de 1766 a la Revda. Congregacion de Sacerdotes ... en la casa professa de la Compañia de Jesus de ... Valencia Valencia: Joseph Estevan Dolz, 1766
- A los Edetanos, o a los Hijos de Liria. Se dedicó el Templo, que acuerda esta Lápida... Valencia: Joseph Estevan Dolz, 1759